# السماء الزرقاء (فلم)
السماء الزرقاء (بالإنجليزية: Blue Sky) هو فيلم دراما تم إنتاجه في الولايات المتحدة وصدر في سنة 1994.

## طاقم التمثيل
- جيسيكا لانج
- تومي لي جونز
- كريس أودونيل

### ترشيحات وجوائز
| السنة | الحدث | الفئة             | النتيجة |
| ----- | ----- | ----------------- | ------- |
|       |       | أوسكار أحسن ممثلة | فوز     |

## الميزانية والإيرادات
حقق أرباحا تقدر بـ 3,359,465 (A) دولار.

## وصلات خارجية
- مقالات تستعمل روابط فنية بلا صلة مع ويكي بيانات